# Beit Hanun
Beit Hanun, arabiska بيت حانون, är en stad i nordöstra delen av Gazaremsan. Beit Hanun har cirka 35 000 invånare.
Den 8 november 2006 besköt israeliskt artilleri Beit Hanun. 19 palestinier dog och minst 40 skadades. Attacken var ett svar på de Qassam-raketer som tidigare under dagen skjutits från Beit Hanun mot den israeliska staden Sderot som ligger en kilometer öster om Gazaremsan.